# Bělorusko na Zimních olympijských hrách 2002
Bělorusko na Zimních olympijských hrách 2002 reprezentovalo 64 sportovců, z toho 44 mužů a 20 žen v 9 sportech.

## Medailisté
| Medaile | Jméno         | Sport                | Disciplína             |
| ------- | ------------- | -------------------- | ---------------------- |
| Bronz   | Alexej Grišin | akrobatické lyžování | muži akrobatické skoky |